# Timo Lokoschat
Timo Lokoschat (* 1979 in Hamburg) ist ein deutscher Journalist und Buchautor. Er arbeitet als stellvertretender Chefredakteur bei Bild.

## Leben
Lokoschat studierte von 2000 bis 2004 Politik, Geschichte und Kommunikationswissenschaft an der Ludwig-Maximilians-Universität in München und absolvierte eine Ausbildung an der Deutschen Journalistenschule. Er war von 2002 bis 2016 mit einjähriger Unterbrechung bei der Abendzeitung beschäftigt, ab 2005 als leitender Redakteur.
2010 arbeitete er als Programmleiter des Sanssouci Verlags, der zum Carl Hanser Verlag gehört.
Von 2011 bis 2014 war er Vize-Lokalchef der Abendzeitung, ab 2014 war er deren stellvertretender Chefredakteur.
Zum 1. August 2016 wechselte er zum Spiegel und übernahm die Redaktionsleitung des zeitgleich vorgestellten „Spiegel Daily“. Anfang 2018 wechselte er zu Bild mit der Aufgabe, sich um das Bezahlangebot „Bild plus“ zu kümmern.
Im Juni 2019 wurde er zum stellvertretenden Chefredakteur berufen. Ende 2020 übernahm er die Gesamtverantwortung für das Digitalgeschäft.
Lokoschat ist als Dozent am Institut zur Förderung publizistischen Nachwuchses tätig. Er hat mehrere Bücher veröffentlicht.

## Werke
- Es wird eng im Kalender: 365 kuriose Gedenk- und Feiertage. Sanssouci, München 2010, ISBN 978-3-8363-0218-0.[5]
- Das Bürobuch. 100 Mutproben zwischen Kantine und Konferenzraum. Illustriert von Kai Pannen, Sanssouci, München 2010, ISBN 978-3-8363-0245-6.[6]
- Zusammen mit Hans Zippert: Das Sanssouci Humor und Satire-Paket. 5 Bände. Sanssouci Verlag, 2015.
- Beitrag in: Takis Würger: Journalistenschule klarmachen. Insider verraten ihre Tipps für die Bewerbung. 2015.